# TGN1412
TGN1412, auch bekannt als Theralizumab, CD28-SuperMAB oder TAB08, ist ein agonistischer monoklonaler Antikörper, der gegen das CD28-Antigen auf T-Lymphozyten gerichtet ist und zur Behandlung von Multiple Sklerose, Blutkrebs und Rheuma vorgesehen war. Der Antikörper wurde von der Würzburger Firma Tegenero Immuno Therapeutics (TeGenero) entwickelt und im Auftrag durch Boehringer Ingelheim hergestellt. Es war der erste Wirkstoff, den TeGenero zur Marktreife entwickeln wollte. Der Nutzen des Antikörpers sollte nach Angaben des Herstellers darin bestehen, bei Autoimmunkrankheiten und Blutkrebs ein zu stark oder ein zu schwach reagierendes Immunsystem therapeutisch auszubalancieren.
In Nicht-Fachmedien wurde TGN1412 bekannt, als es am 13. März 2006 während einer klinischen Studie am Northwick Park Hospital in London zu schwerwiegenden unerwünschten Ereignissen (SUE) bei gesunden Probanden kam. Im englischen und amerikanischen Sprachraum wurde der Vorfall in den Medien unter dem Begriff „the 'Elephant Man' drug trial“ und durch den BBC-Dokumentarfilm „The Drug Trial: Emergency at the Hospital“ öffentlich publik.

## Phase-I-Studie
Nach entsprechenden Tests an Zellkulturen und in Tierversuchen fand am 13. März 2006 in einer Phase-I-Studie der erste Test an Menschen statt, an dem in dem Londoner Northwick Park Krankenhaus insgesamt acht Probanden teilnahmen. Die Studiendurchführung lag bei dem Auftragsforschungsinstitut Parexel. Wie bei Medikamententests mit gesunden Probanden üblich, erhielten die Teilnehmer jeweils einen Geldbetrag von 2.000 £ (etwa 2.900 €). Sie erhielten dabei jeweils nur eine angenommen subklinische Dosis von 0,1 mg pro kg Körpergewicht (etwa 1/500 der vorher im Tierversuch als gefahrlos ermittelten Menge).

### Symptome
Bei allen sechs Männern, die den Wirkstoff erhielten, kam es binnen fünf Minuten nach der Verabreichung zu schweren Reaktionen; die anderen beiden Probanden bekamen ein Placebo und zeigten keine Wirkungen. Die betroffenen Probanden klagten erst über Kopfschmerzen, starke Hitzewallungen und Fieber, gefolgt von Erbrechen, starken Schmerzen und Symptomen einer schweren Entzündungsreaktion. Einer der Probanden gab an, er fühle sich am ganzen Körper brennend.
Wenige Stunden später stellten Ärzte multiples Organversagen, bei dem sämtliche innere Organe, Herz, Niere, Lunge und Leber geschädigt wurden, fest; die Probanden mussten teils künstlich beatmet werden. Die sechs Patienten wurden 12 bis 16 Stunden nach Gabe des Antikörpers auf die Intensivstation des Krankenhauses verlegt und schwebten dort tagelang in Lebensgefahr. Einer der Betroffenen gab in der Presse an, erst dort sei er wirksam medikamentiert worden; er verbrachte drei Wochen im Koma. Fünf der Erkrankten wurden binnen eines Monats aus dem Krankenhaus entlassen, der Sechste verließ es nach 14 Wochen, am 26. Juni 2006.
In der Klinik musste als Folge der Studie einem Erkrankten aufgrund von Gangränen spontan Fingerkuppen und Zehen amputiert werden. Andere Betroffene klagten auch über Gedächtnisverlust. Im August 2006 berichtete ein Studienteilnehmer in der Presse, dass er als mögliche Folge des Versuchs an Lymphdrüsenkrebs leidet.

### Medizinische Wirkungen
Untersuchungen mit Blick auf die Langzeitwirkungen zeigten dann bei vier Betroffenen einen Anteil an regulatorischen T-Lymphozyten von unter einem Prozent im Blut, während drei bis fünf Prozent bei gesunden Menschen üblich sind. Da diese Zellen für die Vermittlung der Toleranz des Immunsystems gegenüber körpereigenem Gewebe von entscheidender Bedeutung sind, wurde daraufhin von Ärzten das Risiko von weiteren schweren Folgeerkrankungen wie Multiple Sklerose oder anderen Autoimmunerkrankungen als hoch bewertet.

### Ursachen
Bei Tierversuchen hat es laut TeGenero keine Probleme gegeben. Der Hersteller hat sich bei den Familien der Betroffenen entschuldigt und versichert, dass die Effekte völlig unerwartet auftraten und dass die Verfahrensvorschriften genau beachtet wurden. Ein Untersuchungsausschuss der Staatsanwaltschaft untersuchte die Schuldfrage weiter.
Als mögliche Ursachen wurden anfangs Verunreinigung, Dosierungsfehler oder eine unvorhergesehene Wirkung des Medikaments auf das menschliche Immunsystem in Betracht gezogen. Die britische Arzneimittelaufsicht Medicines and Healthcare products Regulatory Agency (MHRA) führte eine Untersuchung durch, darunter auch eine Inspektion beim Hersteller vom 22. bis 24. März 2006. Diesem Bericht nach sei die Reaktion nicht auf eine fehlerhafte Herstellung, auf eine Kontaminierung des Präparats oder auf eine fehlerhafte Dosis zurückzuführen. Stattdessen weißen die vorläufigen Untersuchungsergebnisse daraufhin, dass die Ursache in einer „unvorhersehbaren Nebenwirkung der Substanz“ liegt und die Reaktion der eigentlichen Zielwirkung (on target effects) der Substanz zuzuschreiben sei.
Als Ursache für die beobachteten Symptome der Probanden wurde ein durch die Antikörper ausgelöster Zytokinsturm identifiziert, der innerhalb von 90 Minuten auftrat und ein systemisches inflammatorisches Response-Syndrom ausgelöst hatte. Der Antikörper wurde final bei Affen (Makaken) getestet, bei denen der Antikörper in weit höheren Dosen gut verträglich war. Als möglicher zugrundeliegender Speziesunterschied zwischen Menschen und Makaken wurden zunächst Unterschiede in der Aminosäuresequenz des CD28-Moleküls, dem Ziel von TGN1412, diskutiert. Diese könnten zu einer unterschiedlichen Bindungsstärke und somit unterschiedlich starker Aktivierung der T-Lymphozyten durch TGN1412 führen. Tatsächlich hatte TeGenero jedoch bereits vor Zulassung der Phase-I-Studie belegt, dass der Antikörper TGN1412 die CD28-Moleküle beider Spezies, trotz leichter Sequenzunterschiede, mit gleicher Affinität bindet. Zudem deuteten Ergebnisse mit dem Maus-Anti-Ratten-CD28-Antikörper JJ316 bei Ratten darauf hin, dass es zu einer Umverteilung von T-Zellen in den sekundären lymphatischen Organen kommt und dadurch schnell eine T-Lymphopenie eintritt, die über einen Zeitraum von 24 bis 48 Stunden anhält und der Wirkung von TGN1412 bei gesunden Probanden gleicht. Erst 2010, vier Jahre nach der desaströsen klinischen Studie, konnte endgültig erklärt werden, warum die Tierversuche an Makaken keine sichere Dosis für die Anwendung am Menschen vorhersagen konnten: Initiatoren des Zytokinsturms im Menschen sind sogenannte Effektor-Gedächtnis-T-Zellen, welche das CD28-Molekül tragen und bei Stimulation durch TGN1412 die proinflammatorischen Zytokine IL-2 und IFN-γ ausschütten. Effektor-Gedächtnis-T-Zellen in Makaken tragen das CD28-Molekül nicht und können somit nicht durch TGN1412 stimuliert werden.
Weiterhin wurde mehrfach bemängelt, dass die Mehrheit der öffentlich zugänglichen präklinischen Studien nicht mit dem Wirkstoff TGN1412 selbst, sondern mit dem monoklonalen Maus-Anti-Ratten-CD28-Antikörper JJ316 und dem monoklonalen Maus-Anti-Human-CD28-Antikörper 5.11A1 durchgeführt wurden. Dabei ergaben die präklinischen In-vitro- und In-vivo-Versuche widersprüchliche Ergebnisse, die nicht miteinander in Einklang gebracht werden konnten. Die superagonistische Wirkung wurde in-vivo mit JJ316 bei Ratten und mit 5.11A1 bei HIS-Mäusen sowie in-vitro mit JJ316 auf Zellen, die Ratten-CD28 exprimieren, und mit 5.11A1 auf Zellen, die menschliches CD28 exprimieren, bestätigt. Bei Affen wurde jedoch keine pharmakologische Aktivität nachgewiesen.

### Auswirkungen
In Großbritannien und anderen Staaten ist in Folge eine heftige Debatte um die Sicherheitsvorkehrungen bei Medikamententests entbrannt. Insbesondere wird kritisiert, dass allen Probanden das Medikament gleichzeitig verabreicht wurde, was allerdings die zu diesem Zeitpunkt übliche Praxis darstellte.
In Deutschland war die Studie sowohl von der ehemaligen Ethikkommission der Ärztekammer Berlin als auch von der zuständigen Bundesbehörde, dem Paul-Ehrlich-Institut, genehmigt worden. Der Entwickler des Antikörpers, Thomas Hünig, erklärte kurz nach dem Desaster, die Immunreaktion sei aus seiner Sicht „mechanistisch nicht erklärbar“.
Eine zur Evaluation der Vorfälle eingesetzte Expertengruppe kam zu dem Ergebnis, dass die vor Genehmigung der Phase-I-Studie durchgeführten Tests in Zellkulturen sowie an Versuchstieren keine sichere Dosis zur Anwendung im Menschen vorhersagten, obwohl alle Vorschriften eingehalten wurden. Entsprechend empfahl die Expertengruppe eine Überarbeitung der Regularien. Die Firma TeGenero ging in der Folge insolvent.

### Regulatorische Konsequenzen
Als Konsequenz aus diesem Fall verabschiedete der Ausschuss für Humanarzneimittel (CHMP) an der Europäischen Arzneimittelagentur am 19. Juli 2007 neue Leitlinien zur Risikoidentifizierung und -minimierung bei der Erstanwendung neuer Arzneimittel am Menschen, die seit dem 1. September 2007 bindend sind. Ihnen zufolge muss für alle Erstanwendungen am Menschen eine umfassende Risikoabschätzung durchgeführt werden. Falls die Substanz einen neuartigen Wirkungsmechanismus zeigt, im Körper eine Zielstruktur mit erhöhtem Risikopotential hat oder wenn die Relevanz der in der präklinischen Forschung benutzten Tiermodelle fraglich ist, muss die Anfangsdosis nach dem Minimal Anticipated Biological Effect Level (MABEL) bestimmt werden. Weitere vorgeschriebene Vorsichtsmaßnahmen in solchen Fällen beziehen sich auf das Studiendesign wie beispielsweise die sequentielle Verabreichung an einzelne Probanden. Das Paul-Ehrlich-Institut hat im Oktober 2007 für Deutschland Ergänzungen und Konkretisierungen zu diesen EU-einheitlichen Leitlinien publiziert. Trotzdem kam es 2016 während einer Phase-1-Studie mit dem Wirkstoff BIA 10-2474 erneut zu einem schwerwiegenden Zwischenfall.